# RJ-21

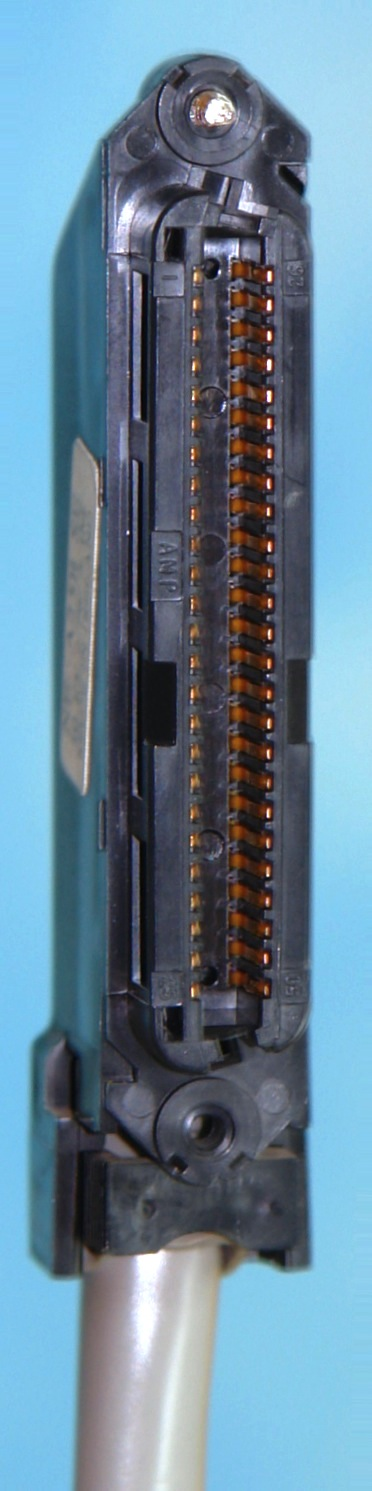
Żeńskie złącze RJ21

RJ-21 (ang. Registered Jack – Type 21) – wtyk na 25 par okablowania kategorii 3 lub niższej. Stosowany w urządzeniach sieci teleinformatycznych, np. w Cisco 2950 LRE lub centralach Panasonic. Znany popularnie jako wtyk amphenol.